# George Gebro
George Gebro (Monrovia, 13 settembre 1981) è un ex calciatore liberiano, di ruolo centrocampista.

## Caratteristiche tecniche
Centrocampista esterno, poteva giocare anche come terzino sinistro.

## Carriera

### Nazionale
Ha debuttato in Nazionale il 17 agosto 1997, in Egitto-Liberia (5-0). Ha messo a segno la sua prima rete con la maglia della Nazionale il 24 gennaio 1999, in Liberia-Uganda (2-0), siglando la rete del definitivo 2-0 al minuto 38. Ha partecipato, con la Nazionale, alla Coppa d'Africa 2002. Ha collezionato in totale, con la maglia della Nazionale, 48 presenze e una rete.

## Palmarès

### Club

#### Competizioni nazionali
- Campionato liberiano di calcio: 3

Invincible Eleven: 1998, 1999
LISCR: 2010-2011
- Coppa della Liberia: 2

Invincible Eleven: 1997, 1998
- Coppa d'Ungheria: 1

Honvéd: 2008-2009